# Миестиньш

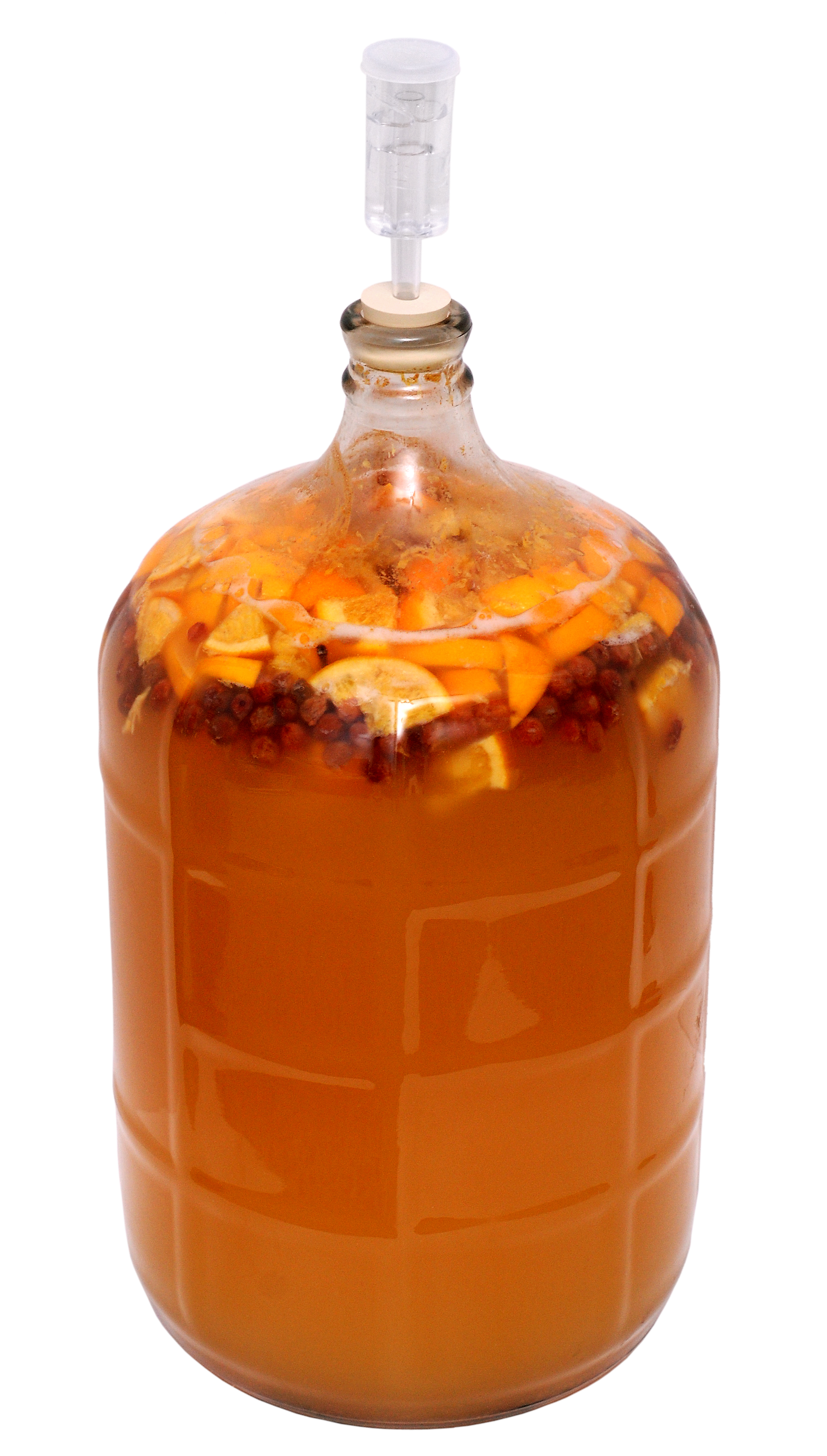

Мие́стиньш или миестыньш (латыш. miestiņš) — латышский национальный слабоалкогольный напиток. Производится путем брожения из сахаросодержащих источников, например частично выжатых или полных пчелиных восковых сот, ягодных соков и солода, часто с добавлением ягод. По вкусу схож со сладким пивом. Разные источники классифицируют этот напиток по-разному, относя его к пиву, вину или медовухам.
Готовить миестиньш латышей научили кривы, смешивая мёд с тёплой водой и сохраняя в течение трёх дней в тёплом освещённом месте, а затем процеживая напиток через льняную ткань. Миестиньш являлся традиционным напитком во время празднования лиго.
Впервые упоминается в 1685 году в латышско-немецком словаре Иоанна Лангиуса под словом Honigbier (медовое пиво). По мнению латышского языковеда Константина Карулиса, слово «miestiņš», возможно, происходит от глагола «miest» («месить», «с мёдом смешанный напиток»), сравнивая с литовским словом «miešti».
В книге Н. Масулиной и А. Пасопе «Latviešu ēdieni», изданной в 1986 году, приводится следующая рецептура: 250 граммов мёда, 1 литр воды, половина лимона и 5 граммов дрожжей.